# Президент Малаві
Президент Республіки Малаві — найвища посадова особа держави Малаві. Зосереджує в своїх руках і представницьку і виконавчу влади, є головнокомандувачем збройних сил Малаві. Обирається на всенародних виборах строком на 5 років.

## Перелік президентів Малаві
- 1966—1994 — Гастингс Камузу Банда
- 1994—2004 — Бакілі Мулузі
- 2004—2012 — Бінгу ва Мутаріка
- 2012—2014 — Джойс Банда
- 2014 —2020 — Пітер Мутаріка
- 2020 — і нині — Лазарус Чаквера